# W.I.T.C.H.
W.I.T.C.H. é uma revista em quadrinhos da Disney Itália criada por Elisabetta Gnone e Francesco Artibani.
A revista por publicada originalmente na Itália em abril de 2001. Além dos quadrinhos contava com um editorial voltado para meninas adolescentes, com moda, horóscopo, magias, beleza e etc. Inicialmente a revista teria apenas 12 edições, mas devido ao grande sucesso ela continuou a ser produzida e publicada até ser encerrada em outubro de 2012 na edição de número 139. Em 2004 a revista já era distribuída em mais de 70 países ao redor do mundo, vendendo mais de 20 milhões de cópias por ano. W.I.T.C.H. se tornou a 4ª revista mais vendida no mundo. No Brasil a revista foi publicada entre março de 2002 e janeiro de 2010 com 95 edições.
A série conta a história de cinco adolescentes que são escolhidas para serem as novas Guardiãs do Oráculo de Kandrakar. Nesse caso, elas têm que proteger o centro do universo de pessoas e criaturas que desejam causar danos a ele. Para isso, foram dados para cada uma delas um poder dos cinco elementos. As novas guardiões são Will, Irma, Taranee, Cornélia e Hay Lin, cujas iniciais formam a sigla "W.I.T.C.H.".
O roteiro é escrito por Elisabetta Gnone e Francesco Artibani. Os desenhos ficam por conta de Alessandro Barbucci. Donald Soffritti assina a arte-final. A colorização é de Barbara Canepa e Mara Damiani. A versão brasileira conta com tradução de Primaggio Mantovi e letras de Lílian Mitsunaga.

## História
A história conta as aventuras de Will, Irma, Taranee, Cornélia e Hay Lin, cinco meninas de 13/14 anos que foram escolhidas para serem as novas Guardiãs de Kandrakar. As guardiãs lutam em nome da congregação de sábios de kandrakar, para manter o equilíbrio e a harmonia no universo, enfrentando grandes inimigos e usando os poderes elementais. Mas as meninas acabam descobrindo que muito mais difícil do que derrotar o pior dos vilões, é manter suas identidades secretas e ainda tirar boas notas na escola.

## Personagens
Wilhelmina "Will" Vandom
É a líder da equipe W.I.T.C.H. e guardiã do Coração de Kandrakar, além de ser a mais poderosa. Ela se muda para Heatherfield, após deixar sua cidade natal, Fadden Hills. Seus poderes incluem trazer aparelhos elétricos à vida, dando-lhes personalidades distintas e a capacidade de falar. Ela também é capaz de conversar e de compreender os animais. Na edição 80, nasce o meio-irmão de Will.
Tem 14 anos. Possui cabelos vermelhos e curtos e olhos castanhos. Sua matéria favorita é ciências, principalmente biologia. Faz aniversário no dia 19 de janeiro, sendo do signo de Capricórnio. Mora apenas com a mãe desde que seu pai as deixou quando ela era pequena. Seu namorado é Matt Olsen. Tem uma coleção enorme de coisas de sapos. Seu hobby favorito é a natação.
Irma Lair
É um pouco atrevida e imprevisível, sendo a palhaça do grupo. Seus poderes incluem a intuição e a manipulação da água, além de conseguir ter visões através da água e manipular pessoas com a mente.
Tem 13 anos. Possui cabelos castanhos claros e levemente ondulados, além de olhos azuis esverdeados. Faz aniversário no dia 13 de março, sendo do signo de Peixes. Mora com seu pai Tom Lair, sua mãe Anna Lair e seu irmão mais novo Christopher Lair.
Taranee Cook
Apesar de parecer tímida, Taranee é bastante determinada quando tem um objetivo em mente. Seus poderes são controlar o fogo, ler mentes, além de ser capaz de se comunicar com as pessoas telepaticamente. A mãe de Taranee diz que ela foi adotada depois que a casa de seus pais verdadeiros foi queimada e eles estavam muitos feridos para cuidar dela por conta própria.
Tem 13 anos. Possui cabelos preto azulado, olhos castanhos e usa óculos. Faz aniversário no dia 23 de março, sendo do signo de Áries. Mora com seu pai Lionel Cook, sua mãe Theresa Cook e seu irmão mais velho Peter Cook. Seu namorado é Nigel Ashcroft. Seus hobbies são a fotografia e dança.
Cornelia Hale
É uma garota extremamente lógica e calma, que gosta bastante de moda e de patinação no gelo. Ela pode manipular terra, pedra, metal e madeira, além de falar com a terra e mover objetos com a sua mente.
Tem 14 anos. Possui longos cabelos louros e lisos, além de olhos azuis. Faz aniversário no dia 10 de maio, sendo do signo de Touro. Mora com seu pai Harold Hale, sua mãe Elizabeth Hale e sua irmã mais nova Lillian Hale. Possui um gato chamada Napoleão. Seua hobby favorito é a patinação no gelo, tendo já ganhado diversos troféus e medalhas.
Hay Lin
É bastante criativa, alegre e otimista. Ela é capaz de controlar o ar, recordar o passado através do som e ficar invisível. Gosta de desenhar, pintar e esboçar.
Tem 13 anos. Possui longos cabelos pretos azulados e olhos pretos. Faz aniversário no dia 4 de junho, sendo do signo de Gêmeos. Mora com seu pai Chen Lin e sua mãe Joan Lin. Seu namorado é Eric Lyndon.

## Mídia

### Revista
W.I.T.C.H. foi publicada pela primeira vez na Itália, em abril de 2001. Desde então, foi vendida em mais de cinquenta países e traduzida em mais de vinte línguas.  Sendo publicada mensalmente, a revista era direcionada para meninas jovens. Ficou conhecida principalmente pelo HQ, apesar da publicação trazer também diversas matérias para adolescentes como esoterismo, superstições, bruxaria e feitiços que estavam em alta, visto o sucesso de Harry Potter na época. A revista original foi encerrada em outubro de 2012, na edição 139.
No Brasil, a revista foi publicada pela Abril Jovem. Por motivos comerciais, a revista teve sua publicação encerrada em dezembro de 2009, na edição 95.

### Mangá
Por razões desconhecidas, a revista nunca foi publicada no Japão. Ao invés disso, foi feito um mangá baseado na história da série. Com roteiro e arte de Haruko Lida, o mangá foi serializado na revista mensal Asuka Gekkan pela editora Kadokawa Shoten. Após o cancelamento do mangá, duas edições encardenadas foram lançadas, com capas ilustradas por Daisuke Ehara. Na Itália, o mangá foi publicado na revista Disney Manga.
No Brasil, em 2010,  a OnLine Editora anunciou que lançaria os mangás baseados na série.

### Livro
Nos Estados Unidos, entre 2002 e 2003, as histórias de W.I.T.C.H. eram exclusivamente lançadas em livros escritos por Lene Kaaberbøl. Até que, em 2005, os livros foram adaptados para HQ. Desde então, foram lançados 26 livros inspirados no HQ e reproduzidos por  Elizabeth Lenhard ou Alice Alfonsi.

### Romance gráfico
Em 2005, foram lançados sete romances gráficos baseados em W.I.T.C.H., os quais foram publicados pela Hyperion Books nos Estados Unidos.

### Série animada
Uma série animada inspirada na história de W.I.T.C.H. foi produzida pela SIP Animation, em associação e participação da Jetix Europe, The Walt Disney Company, France 3 e  Super RTL. Contendo 52 episódios, foi ao ar entre 18 de dezembro de 2004 e 23 de dezembro de 2006.

## SOSWitch
A equipe de tradução SOS Witch nasceu em 2010 logo após o cancelamento da revista WITCH no Brasil. Com o objetivo de traduzir as edições que não chegaram a ser publicadas oficialmente, a equipe proporciona aos leitores a oportunidade de continuar acompanhando as aventuras dessas cinco amigas mágicas.
Todos os membros se esforçam ao máximo, dentro da medida do possível, para realizar um bom trabalho e garantir a qualidade que existia na época em que a revista era publicada. É claro que imprevistos acontecem, mas a força que recebemos dos leitores nos motivam a seguir em frente.

## Diferenças no número das edições
No Brasil, os quadrinho foram divididos de forma diferente da Itália e EUA. A partir da edição 31 brasileira, os quadrinhos passaram a ser divididos em parte um e parte dois. Dessa forma a edição brasileira passou a ficar atrasada em relação a Italiana/Americana. Assim quando a revista foi encerrada na edição 95 no Brasil, essa mesma edição equivalia a 63 na Itália. A revista foi encerrada na Itália e EUA na edição 139, os demais números nunca foram oficialmente traduzidos e publicados pela Editora Abril no Brasil. Porém o projeto de fãs SOS Witch traduz as demais edições desde 2010.

Além disso, a edição brasileira foi editada em vários quadrinhos. Scans disponíveis da edição brasileira e da original italiana tornam possível ver tais modificações, principalmente nas primeiras edições, onde há vários quadros ou mesmo páginas faltando. Destaque para a festa de Halloween, em que o vocalista da banda tocando é substituído, dentre outros quadros desaparecidos, e para o primeiro embate com um dos vilões, na livraria, onde um fogo aparece do nada, mas na edição original é possível ver o momento em que foi originado. 